# Fort Carillon

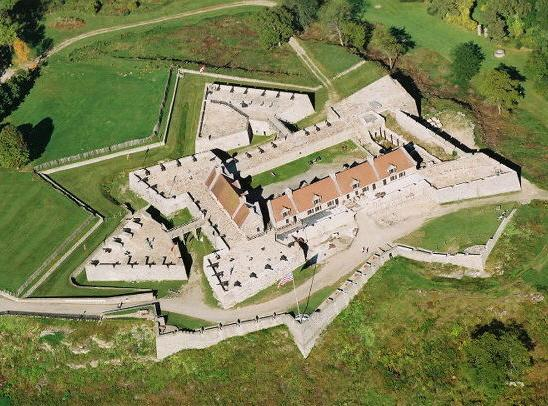
Fort Carillon

Fort Carillon, foi construído por Pierre de Rigaud . de Vaudreuil, Governador do Canadá, para proteger o Lago Champlain de uma invasão britânica. Situado no lago a cerca de quinze quilómetros a sul do Fort Saint Frédéric, foi construído para impedir um ataque ao Canadá e retardar o avanço do inimigo o tempo suficiente para que chegassem os reforços.
Preocupado com o Fort Saint Frédéric se incapaz de resistir à constante ameaça Britânica no sul, sob a liderança de Michel Chartier de Lotbinière empreendeu a construção do Fort Carillon onde o Lake George, naquele tempo chamado Lac Saint Sacrement, se une ao Lago Champlain pelo rio La Chute. A construção teve início em outubro de 1755.